# Lummen
Lummen è un comune belga di 13 803 abitanti, situato nella provincia fiamminga del Limburgo belga.